# Blankets
Blankets ist ein autobiografischer Comic von Craig Thompson aus dem Jahr 2003. Es bekam mehrere Harvey Awards, Eisner Awards und Ignatz Awards.
In Deutschland ist Blankets 2004 vom SPEED Comics Verlag erst- und 2009 von Carlsen wiederveröffentlicht worden. Die Übersetzung erfolgte durch Claudia Fliege.

## Handlung
Blankets spielt im Wisconsin der 1990er Jahre. Der Hauptcharakter heißt wie der Erzähler Craig. Es wird von seiner strikten, fundamentalistisch-christlichen Erziehung und dem Erwachsenwerden erzählt. Gemeinsam mit seinem Bruder versucht Craig durch das Malen dem Alltag zu entfliehen. Seine Eltern zeigen für sein künstlerisches Talent jedoch wenig Interesse. In der Highschool ist Craig ein Außenseiter, bis er Raina kennenlernt, die ihm durch ihre Liebe den Weg in ein gemeinsames, positives Erwachsenenleben, frei von den Zwängen und Doktrinen seiner Erziehung zeigt.
Das Werk basiert zu großen Teilen auf Thompsons eigenen Erfahrungen bzw. seiner Sicht der Dinge auf diesen. Die Liebesgeschichte zu Raina ist echt. Allerdings nahm Thompson auch Veränderungen an seiner Lebensgeschichte vor, so verschweigt der Band völlig die Existenz einer Schwester, die ebenfalls im Haushalt der Thompsons aufwuchs.

## Verbot in Utah
Im Juli 2024 wurde das Buch im US-amerikanischen Bundesstaat Utah an Schulen und Bibliotheken verboten.